# ゲイビデオ
ゲイビデオ（和製英語: Gay video）とは、男性同性愛者（ゲイ）や男性両性愛者（バイセクシュアル）向けのアダルトビデオやそのソフトのことである。男性のオナニーや男性同士のセックスなどが収められている。ホモビデオ、ゲイAVなどともいう。

## 日本のゲイビデオ

### 概略
1981年8月22日にフェスター・エンタプライズから日本初のゲイビデオ「青春体験シリーズ 少年・純の夏」が発売されて以来（後述）、数多くのゲイビデオメーカーが設立され、今日に至っている。
ただし、それ以前にも個人やノンケ（異性愛者）向けメーカーが撮影したゲイビデオがあった可能性もあるが、その点については検証されていない。「少年・純の夏」が日本初だというのは伊藤文學が発言していることであり、真偽は定かではない。例えば伊藤は「伊藤文學のひとりごと -日本初の男性ヌード写真集」（2005/04/30）において、「1972年4月に第二書房が刊行した写真集『脱いだ男たち』は日本初だ」と主張しているが、実際は、それより前の1961年に細江英公「薔薇刑」（集英社）、1966年に矢頭保の「体道・日本のボディビルダーたち」（ウエザヒル出版社）、1969年に同「裸祭り」（美術出版社）が出ており、伊藤の主張は事実ではない。「少年・純の夏」も日本初というのは事実なのかは疑問がもたれる。その他個人がゲイショップに持ち込んだ作品があった可能性も含め未検証である。
内容は、オナニーやフェラチオ、アナルセックスが中心だが、SMや浣腸・スカトロ、スパンキング、フィスト、コスプレなどマニア向け作品もある。ゲイあるいはバイセクシャルの男性が出演者の多数を占めるが、「ノンケもの」といわれるストレート（異性愛）の男性やストレートと銘打った男性が出演する作品もある。
出演する男性モデルは、ゲイに一番人気があるとされる精悍で筋肉質なスポーツマン を始め、美青年、ジャニーズ系などが主流である。「何処にでもいる学生風の兄ちゃん」というタイプも人気がある。バルク体型（スーパーマッチョ、ボディビル系）、ガチムチ、熊系、中性的な美少年、デブ専、フケ専などターゲットを絞ったものもある。加藤鷹や森林原人など、主に異性愛者向けのAVに出演している男優も起用されることがある。
ゲイビデオとはいっても2010年代以降はビデオ作品は製作されておらず（後述）、DVDやインターネット動画配信（後述）に移行している。価格は数千円〜1万5千円程度までと幅広いが、市場規模が狭小であることもあり、異性愛男性向けAVより高めである。

### 歴史

#### 写真集・生写真からゲイビデオへ
ゲイ・ポルノ、日本のゲイ文化#ゲイポルノも参照
日本において、ゲイビデオがゲイ向けポルノの主流になる前は、ゲイ雑誌のグラビア、官能小説、成人漫画、更には写真集や生写真等が中心を占めていた。音声のみのカセットやカセットが付いた写真集もあった。写真集では1970〜80年代は梵アソシエーションの「BON」シリーズが人気で、ストームプランニング（1979年）、クリエイターズ（1983年）などがあった。写真集は出していたか未検証だが、Y.B.SPORTS（1983年） もあった。梵アソシエーションは他にも「虐」「年頃」「おとこ同士」など波賀九郎の写真集も出していた。それが家庭用ビデオデッキの普及に伴い、媒体がビデオテープ（VHS/ベータ）に移っていく。またゲイビデオが普及し始めたのとほぼ同時期に、ゲイポルノ映画も成人映画館で上映されるようになった。

#### 日本初のゲイビデオ
日本初のゲイビデオは、1981年8月22日にゲイ雑誌・薔薇族発行元の第二書房内に設立された、フェスター・エンタプライズから発売された「青春体験シリーズ 少年・純の夏」（制作アポロン企画）だといわれている。但し、それ以前にも1978年発売の個人が撮影したゲイビデオ「妻も子もあるいい男を責める」という裏ビデオが出回っていた。またそれ以前にもアテネ上野店 が1969年の設立からゲイビデオ（8ミリフィルム含む）を出していたと自称しており、1973年発行のアドンの前身であるアドニスボーイにもアテネ上野店が制作していた8ミリフィルム作品「青い麦」（ダブル8ミリ45分3000円、同カラー45分9000円）、「白い血の悦楽」（ダブル8ミリ60分3800円、同カラー60分13000円。集約編22分1600円、同カラー集約編22分4900円）の広告が掲載されている。また同年9月22日発売の第2作目「薔薇と海と太陽と」（制作ワールド映画株式会社）は好評で、翌1982年に東映セントラルで全国配給された。この頃はいわゆる「美青年」や「日本男児」によるドラマ仕立ての非常にソフトな内容で、30分ほどで2万円近くする高価なものだった。

#### 1980年代前半 ゲイビデオ黎明期
フェスター作品のヒットを皮切りに、「The Gay」編集長の東郷健、新宿エレクト といったアダルトショップがオリジナル作品の制作に乗り出す。設立年は不明だが、BONアートハウス（BONビデオ、西新宿。前身は写真集メーカー・梵アソシエーション）、キャッツビデオ、パインハウス（灯光）、堂山ビデオ（1980年代に設立）等のメーカーもでき始めた。またこの頃は素人が撮影したインディーズ作品もポルノショップで多く売られていて、現在では違法な少年愛ビデオも多かった。

##### ゲイショップ作品
アダルトショップのオリジナル作品は、価格の手頃なエレクト作品（エレクト・オリジナル）が大きなシェアを占めたが、同店舗が謎の火災で焼失したため、同じ経営者が1986年に開店したルミエールがその後継作品を手がける。後に誕生した系列店・メモワールとジャンル分け（ルミエール・オリジナル＝18歳以上、メモワール・オリジナル＝18歳未満のモデル）を経てリリース数は増加の一途を辿った（但しメモワールは少年愛以外の作品もリリースしていた）。

##### 洋物の輸入販売
1980年代前半には、洋物のゲイAVも通販等で既に売られていて、ゲイ雑誌に限らずノンケ向け成人雑誌にも小さな広告が載っていた。その中でジェフ・ストライカーのような人気モデルも生まれた。

#### 1980年代中頃 御三家の登場
1980年代に入ると新世代の写真集メーカーがゲイAV界に進出する。写真集メーカーにはストームプランニング（1979年）、東風終（こちしゅん）や若林靖宏のクリエイターズ（1983年設立。マンハウスの前身） があり、また写真集メーカーだったかは不明だが、新宿西口甲州街道沿いのゲイショップ・パラダイス北欧（1972年開店。現アンジェロ）と提携関係にあった、Y.B.SPORTS（1983年設立。現ADONIS LAND・CDFなど） も大阪で設立された。当時流行の作風は、写真集メーカーらしく業務用カメラを撮影に使い、映像美を追求し、風景やシチュエーションにこだわったものだった。またクラシカルなBGMや凝ったセット使うなど芸術性に重点が置かれていた。モデルには美青年・スポーツマンを起用し、性描写は抑制され、オナニーのみ、絡みであってもアナルセックスを伴わないソフトなもの、相互オナニーだけといった作品が多かった。
またアップル・イン（元、下着ショップ「アロー・インターナショナル」）等 からは8ミリビデオ作品がリリースされていたほか、個人で8ミリフィルムの撮影なども行われていたが、値段が高価で一部マニア間での普及に留まっていた。
因みに1980年代中頃のゲイビデオと写真/写真集の比率は、1985年「さぶ」のゲイショップ「エレクト」と「アンデルセンBOY」の広告（各2ページ）では、1ページが写真と写真集中心、もう1ページがビデオ中心で構成されている。

#### 1990年代① 収録時間の延伸
1990年代頃から、収録時間の長時間化が可能になったことで、結果的に従来のビデオメーカーに変化を迫った。
クリエイターズは1991年に解散しマンハウスとなり、芸術的な作風を引き継ぎながらもややハード路線へ転換、収録時間は従来の60分から90分以上に延び、後にモデルの年齢やタイプ別に新レーベルを創設した。ストームプランニングは従来の60分から30分に短縮。価格据置きで1本を2本に分けた結果値上げ感が増し、後に収録時間を40~80分程度に伸ばしたものの、従来の性表現を抑えた芸術路線や中途半端なシチュエーションもの路線を踏襲したことも仇となり、2003年に撤退した。しかし1999年には「美少年宅配便」、2000年には「灼熱の19才」等が大ヒットを記録しており、全く人気がなかった訳ではない。Y.B.スポーツも収録時間が60分から揺らぎ出したが、ソフト路線に加えて80年代アイドル風の作りが時代とのズレを生じさせ、後に撤退した（但しCDF,ADONIS LANDなど別レーベルに引き継がれた）。

#### 1990年代② 次世代メーカー登場
1990年前後頃から、代わって台頭し始めたのは、ブロンコ・スタジオ（1987年設立）、キャンパスビデオ（1988年設立。アイダックスの前々身）、パラダイス（1988年設立。アキ総合企画、後のアルゴスタジオ）、ギンギンクルー（1988年設立。後のSPORTS MAN'S OFFICIAL VISION、96年にジャック・リードに変更）、コートコーポレーション（1993年設立。Power Gripとして第1号を出したのは1991年）、オフィスカワサキ（1992年設立）、「ガレオン」（マグマ,1993年設立）、ケーオーカンパニー（1994年設立）、ゲンマビデオ（1995年設立）、チークス (1995年設立)等の次世代メーカーであった。
キャンパスビデオは「バナナランド」シリーズの前身「キャンパス通信」シリーズで、「街角BOYS◯秘拝見コーナー」という素人ノンケのナンパ企画を始めた。このコーナーは街角の素人のんけをナンパし、アミダクジをやらせて当たったら賞金、外れたらペニスやアナル、お尻を見せるというものだった。パラダイスの作品では、面接官（川口昭美)が本番撮影前にモデルにインタビューしてオナニーの回数や初体験年齢などを聞き出し、モデルの本音や素顔に迫るようになった。パワーグリップもスポーツマンのナンパや面接企画、サウナでのいたずら企画などを始めた。いずれも芸術性重視の旧来メーカーにはなかった企画であり、この頃から現在のゲイAVのスタイルは確立した。こうして素人ナンパ物や少し後の本格的なSM物（80年代前半に既にポルノショップ系や素人作品のSM物はあった）等バリエーションの幅が広がっていった。

#### 1990年代以降 競争激化の時代へ
1990年代中後半頃からは、更に数多くのメーカーが設立された。多様な需要に応えるべく又は競争激化で差異化が必要になったこともあり、同一メーカー内でも体型・企画ごとのレーベルの濫立化が進んだ。
本格的なSM・野郎系メーカー「ガレオン・マグマ」（93年設立)は、90年代後半にかけて一世を風靡した（後撤退）。ガレオンのヒットが火付け役となり、様々なメーカーがSM作品の制作に乗り出した。97年頃、体育会系専門メーカー「VIDEO EXPRESS」(オフィス アイ)が新宿2丁目で設立され、「FIELD EXPRESS」と改めた後、人気絶頂の中、2006年を最後に打ち切られた。2001年頃、会社「ゲームス」(大阪)が誕生し、現在も販売を続ける老舗メーカーの一つ。コートから2001年頃に独立した体育会専門メーカー「JAPAN PICTURES」は人気を集めたが、現在は新作の制作からは撤退し、インターネット動画配信専門になっている。コートは1995年に新しく体育会専門レーベル「OUT STAFF」を設立し、1991年からリリースしていた体育会系中心の「POWER GRIP」は、街角のイケメンを中心としたレーベル色を強めていく。またストーリー性重視や異性間の性行為を男性中心に撮影したレーベル 等、多くの新レーベルを創設した。KOも「スタジオ・ジゴロ」「ミニ・ジゴロ」「Secret Film」（現在も存続）などのレーベルでリリースしていたが、途中からジゴロを廃し、「BEAST」「surprise!」「eros」など、体育会系からイケメン、ジャニーズJr系、ガチムチ系まで更に多くの新レーベルを創設した。この他にも、「DANK」、「サーフライダー」、「スーパースリー」、「アクシード」、「GET-Film」など、夥しい数のメーカーが設立された（参照）。
ゲイショップ系のルミエール・オリジナルは、元々、SMと浣腸・スカトロ作品が多かったが、競合メーカーの増加などもあり撤退した。一方、1999年の「児童買春・児童ポルノ禁止法」の制定など児童ポルノの規制強化の波を受け、メモワール・オリジナルも制作が打ち切られ、少年愛専門店メモワールも閉店し、元の店舗は2002年に中古専門店になった。
2000年前後からはブロードバンド化が進み、インターネットの普及も相まって、動画配信されるようになったことで、競争は更に激化している（後述）。淘汰されたゲイビデオメーカーも数多いが、作品は有料動画配信サイトから提供されていることが多い。

### 流通・広告
一般ビデオ販売店、レンタルビデオ店ではほとんど取り扱っておらず（ゲイビデオは一部を除きレンタル禁止の場合が多い。但しレンタルされていることもある）、主にゲイ向けのアダルトショップで販売されてきた。店頭販売のほか、毎月ゲイ雑誌に広告が掲載され、通信販売及びメーカーの直販で成り立っていた。
1980年代〜1990年代のゲイ雑誌は全体の1/3近くを広告が占めていて、ゲイバーなどに混ざりゲイショップやゲイAVメーカーの広告が大量に載っていた。1980年代後半頃からはゲイ雑誌の巻頭・巻中グラビアでも、ゲイビデオの最新作を紹介するようになり、読者にゲイAVの購買を促していた。しかしインターネットの普及でゲイ雑誌が衰退するに連れ、インターネット通販が主流になりつつある。2000年代初頭頃から中古専門のゲイショップも次々にオープンし、中古作品も販売されるようになっている。

#### ゲイショップ一覧
閉店になったものを含む。
- パラダイス北欧（1972年開店。新宿地区では最古のゲイ専門ショップ[32]）
- アテネ上野店
- エレクト
- カバリエ（1972年開店の新宿3丁目店は異性愛男性向け作品中心。他に2丁目仲通りの雑居ビルにも店舗があった）
- ルミエール（1986年開店）
- メモワール
- 薔薇の文庫センター
- ベルジュルネ
- レインボーワールド（旧薔薇の文庫センターとベルジュルネ）
- ブックスローズ
- アップルイン
- ぶどう屋（博多、広島）
- あんず屋（博多、熊本）
- スタディ
- BIG GYM
- 玩具や（名古屋、1994年開店）
- ちゃりんこ（京都）
- チュウコヤ（大阪）
- アメリカ屋（大阪）
- ダウン・タウン（金沢）
- etcBOX
- CHECK
- RAINBOW SHOPPERS(オンラインショップ)

### メディア・媒体
異性愛男性向けのアダルトビデオ同様、かつてはVHS版が主流であったが、現在はDVD(標準画質)への移行を完了している。また高画質なハイビジョン/フルハイビジョン映像が見られるブルーレイ版や3D版も登場している。

### 動画配信
2000年代以降は、ブロードバンド化が進んだことで、インターネット上から作品をダウンロード購入できるゲイ向けアダルトサイトも登場している。パソコンのほか、携帯電話やスマートフォンから購入・視聴できるサイトもあり、各老舗メーカーや新規メーカーなどが続々と参入している。その為、新規作品であっても動画配信のみで、DVD版が発売されないこともある。
大手の動画配信サイトなどでは様々なメーカーの過去の膨大な作品が、パートごとにリーズナブルな価格で提供されているため、1作1万円以上する新作の売上が減少するというジレンマを抱えている。またインターネットで配信されると出演者の家族や知人などに発覚するリスクが高まるという不安から、出演モデルの獲得が難しくなりつつある。

### 特徴
異性愛男性向けのアダルトビデオとの比較では、
- マーケットが狭小規模。これは同性愛者の数に比例するものである。
- 素人的な撮影方式である（照明が無い、出演者とカメラマンのみの撮影など。但し素のモデルの表情を引き出す為、敢えてカメラマンだけで撮影する場合もある）。

などのことが挙げられる。

### 諸問題
- 1996年（平成8年）、男子中学生や男子高校生を作品に出演させたとして、当時のコートコーポレーションの社長、取締役、現役の都立高校（定時制）の教員、元タレントら計7人が職業安定法違反（有害業務就業目的募集）逮捕されるという事件が起き、ワイドショーなどで報じられ問題になった。そのうち社長・取締役・教員の3人は歌舞伎町の発展場などで知り合った15年来（当時）のゲイ仲間で、1993年にコートコーポレーションを設立している[33]。
- 出演していたモデルの個人情報がインターネットなどで晒され、学生の場合は部活動を退部させられたり、就職の内定を辞退するといったことが起きている。著名な例として、当時東京六大学野球に所属していた選手がゲイビデオ出演を週刊誌に報道され、その後の野球人生に影響を及ぼしたものがある。（詳しくは「真夏の夜の淫夢」を参照。）

### 日本のゲイビデオメーカー一覧

#### ア行
- OUT LAW （旧レッドスカイ、野郎系)
OUTLAW・BOLT
- AXIS PICTURES（旧ZEEBRA CREATIONS、博多で設立、イケメン系。REAL FILM系を吸収）
- Acceed (イケメン系、SM・スカトロ・女装などフェチ物も)
- ADONIS LAND (旧Y.B.SPORTS、イケメン系)
CDF・Visual(i)Land・at-B・gf-FellowS・X.A.WING
- RCHS-STUDIO (少年系、着エロ、スカトロ)
- extra studio（FAT BALLOON・HEAVY WEIGHT・STRIKE TOKYO）
- EXFEED（COATから独立、イケメン系）
- EJIKI VIDEO WORKS（野郎系）

#### カ行
- GLOSS MEN（JAPAN PICTURES系の動画配信専門サイト）
- ケーオーカンパニー（1994年、総合）
KO・BEAST・Secret Film・surprise!・go guy plus・eros・deep・Mania Club・狂・sportus・TYSON VIDEO・N.Station・STUDIO GIGOLO・HUNTERなど、他に動画配信専用KOTUBE
- G@MES（ゲームス）（動画配信専用 HUNK CHANNEL もあり）
- GET-Film (動画配信專門 Men's Rush. TV も、イケメン系)
- コートコーポレーション（1993年。Power Gripとして第1号を出したのは1991年）
COAT・KURATATSU・COAT WEST
- KONG（野郎系）

#### サ行
- サムソンビデオ(デブ専）
- G-Project（野郎系）
- ジャック・リード（1996年、前身はギンギンクルー、スポーツマン系）
- ジャスティス（イケメン系）
- STUDIO GUMPTION（デブ専・ガチムチ）

#### タ行
- チークス (美青年・イケメン系)
Cheeks・Crimson Blood・Stand Up
- TRANCE VIDEO（スポーツマン、リーマン、ガテン系）
- Twinkle Angel（イケメン・美少年系）

#### ハ行
- Beard Project
DANJI・MACHO・over40など
- Bプロダクト（1987年にブロンコスタジオ発足。野郎系）
ブロンコビデオ・ブルビデオ・キング・マグナム・ソリッドゴールド
- V Factory（熊系・ガチムチ系）
- Future Entertainment（イケメン系）
- BRAVO WORKS (体育会・ガチムチ・イカツイ・イケメン系)
- PRISM VIDEO (プリズムビデオ、野郎・イケメン系)
PRISM・ZAPPY・OSUINRA
- ブックスマル
- ブルビデオ

#### マ行
- マンハウス（旧クリエーターズ、イケメン・リーマン・スポーツマン系など）
Erotic Scan・Heat Up・Live Shock・ATELIER IMAGO・Mr Hat・Mr.Leo
- メンズキャンプ（COATで「FINE」シリーズを手掛けていた制作者が2011年に独立して設立。イケメン系の他、女装・ニューハーフ・企画作品も扱う）
- Men's Rush.tv（動画配信専門、GET FILM系）

#### ラ行
- Likeboys（イケメン系）
- Wrestle Factory（スポーツマン系）

### かつて存在した日本のゲイビデオメーカー一覧
メーカー自体はなくなっても、作品は有料動画配信サイトから提供されていることが多い。
ア行
- 愛・愛プランニング
- Aiki Revolution (レーベル名REAL FILM、Shake Japan。AXIS PICTURESに版権移行）
- アイスマン
- アイダックス（前身の社名はワールド映像出版社。前々身はキャンパスビデオといったが、レーベル名兼社名なのか社名は別なのかは不明。大阪淀川区）
バナナランド・マッスルコレクション・SP
- アイテックスポルト
- アクターズ
- Active-boy
- あすなろ通信（前身はムーンライト）
- アズワンリンクス（108 GAY STUDIO、Force Entertainment、BLITZ BILDER、Players、BEACH BOY'S）
- アッシュビデオ（大阪北区豊崎、体育会系、SM系）
- アテネ・オリジナル（ゲイポルノショップ、アテネ上野店が制作していたビデオ、若専、美少年系）
- アナックス（パワービデオメディカルオフィス、スカトロ系など）
- アポロン企画（日本初のゲイビデオ制作に携わった）
- アルゴスタジオ（アキ総合企画、前身レーベルはパラダイス、若専、スポーツマン系）
- アングラドットコム
- あんず屋オリジナル（ゲイショップ、博多あんず屋が制作していたビデオ）
- アンデルセンBOYオリジナル（ゲイショップ、アンデルセンが制作していたビデオ）
- ENKプロモーション
- illusion（大阪淀川区西中島。社名はユー クリエイティブ。アナルマニア向けで青春レポートと青春パンパカパンシリーズを出していた。）
- YIN&YAN
- ウルトラボディ（ウルトラボディ、マリンブラック、どすこいビデオ）
- うんこ商事
- EXOTICA
- SF作品企画（ショタ系）
- N.A.O. Enterprise（静岡、若専・スリム・普通体型）
- ABC・S社
- AV企画
- F.C Entertainment
- エム・ケイ企画
- エレクト（後のルミエール・メモワールオリジナル系）
- AYKプロジェクト
- Angel Club
- オーバーワークプロダクション (デンジャラスビデオ、名古屋）
- OKK（裏ビデオ）
- おたよりクラブ
- オフィス・アイ (VIDEO EXPRESS 所在地東京新宿2丁目。後身はFIELD EXPRESS。G@MESの前身)
- オフィス・カワサキ（1992年大阪北区神山町で設立、SM系など。92年～02年頃までリリースを続け、00年3月頃に新レーベル「MANIA CLUB」設立）
Office Kawasaki・MANIA CLUB・スタジオKID'S・央エンタープライズ・ギルド
- オフィス志茂村
- オフィスB&B
- オフィスZiP

カ行
- KARZ
- ガイズファクトリー
- Gide Connection
- 要ビデオ
- カバリエオリジナル（ゲイショップ、新宿カバリエが制作していたビデオ）
- ガレオン（ガレオン、ガレオンジュニア、マグマなど。1993年大阪府大東市で設立されたSM・野郎系メーカー）
- キャッツビデオ（ヤングライフ社）
- GANGSTAR（チーム・ゼロ、野郎系）
- Q-SCENE（九州）
- ギン・ギン・クルー（ジャック・リードの前身。1990年前後か前半頃設立）
- キングスエンタープライズ（MALE CAB、YSL）
- 銀嶺出版
- COOL FACTORY
- クエスト [Quest Video] (重山でおなじみ）
- GUGUN（ググン）
- グリーンベル (フェチ系)
- クリエイターズ（マンハウスの前身。1980年代頃写真集メーカーとして設立され91年に解散。かつてY.B.SPORTS、ストームプランニングと並ぶ御三家）
- Creator's File（現Rosenkrap）
- Crystal VIDEO
- K.Tアート
- ゲンマビデオ（1995年、若専・体育会・イケメン系）
- コーエイビデオ（2001年。伊藤文學が作品タイトルを命名）
- 小鹿企画
- ゴールドラッシュ

サ行
- サーフライダー（大阪、美青年・体育会系）
- さくら企画
- 雑民の会（東郷健監修）
- サンプロダクション
- サンライズビデオ
- GT Company（ちんこ図鑑、GUYCOM VIDEO）
- ZEEBRA CREATIONS（現AXIS PICTURES、博多で設立、美少年・美青年系）
- シスト企画 (イケメン・美少年)
- J.T.K（静岡）
- ジャストアンドジャスト（大阪。BLUE FILM、和人、ぴーこっく映像、AM企画など）
- ジャスト企画
- ジャパンピクチャーズ（COATから2001年頃独立。動画配信専門「GLOSS MEN」から配信。体育会専門）
- ショアラインビデオワークス
- 新弥生プロダクション（レーベルBLACK VIDEO。旧弥生プロダクション）
- スーツファンタジー
- スーパースリー（企画物）
- 杉村朝治ビデオアートプロ
- SQUARE
- STUDIO TORTOISE
- STUDIO2001
- STUDIO 101（POWER STATION、G-SHOCK!、STUDIO BEAM.S.）
- STUDIO V (ULTRA BODYの・・・）
- スタジオKID'S（広島）
- STUDIO NOVA（スペルマビデオ、オナペットビデオなど）
- スタディ
- ストームプランニング（STORM PLANNING、かつてのYBスポーツ、クリエーターズと並ぶ御三家。1978年写真集メーカーとして設立。）
- SPANK JAPAN
- スプラッシュ インターナショナル/SPLASH International (体育会系、DANKと並ぶ）
- Secondオリジナル（ゲイショップ、Secondが制作していたビデオ）

タ行
- 宝ビデオ（中年系）
- タキゴン企画
- DuD
- W企画
- ダンク [DANK]（体育会系、ムッチリ系）
- 罪と罰69
- テキーラネットワーク（野郎系）
テキーラ・サンダー・アトミックちゃぶ
- Desperado（現Rosenkrap、イケメン系）
- トーアイ社（トーアイファーム、スタジオDeep）
- 堂山オリジナル（知る人ぞ知るショタ系。但し非少年愛系作品もあった。大阪）
- DOT（NO BRAND、G-tribe、ABC VIDEO、EXIT）
- TRY (体育会系 杉並区方南)

ナ行
- なにわ屋ビデオ（ゲイショップ、なにわ屋が制作していたビデオ）
- 肉体番付
- NEW SEXUAL（ソフト・オン・デマンド）
- ヌッキンブラザーズ
- NEO PLANNING（Men-Kura／男蔵、INSIDER FILM、EXTENSION、SACRIFICE）
- 信長ファクトリー (EGOIST、Men's Heaven)

ハ行
- パインハウス（灯光、レーベル名ビジュアルランド。1980年代設立。[11]
- ハスキービデオ
- パピヨン（現Rosenkrap、イケメン系）
- パラダイスビデオ（アキ総合企画。アルゴスタジオの前身レーベル、スポーツマン系）
- 縛団
- パンダ商会（デブ専・ガチムチ）
- P'VIDEO
- P&ART
- B+B Videos
- 東梅田ローズ（日本初のゲイポルノ専門映画館。オリジナルのビデオも制作）
- ひさおの穴
- PIGEET VIDEO
- 飛翔（裏ビデオ）
- 美少年シリーズ（BACTO FILM、FOG、FINAL BIG、HOMO-CLIQUE）
- 肥想堂（同人サークル）
- VIDEO EXPRESS (オフィス・アイ。後身FIELD EXPRESS。G@MESの前身)
- VIDEO CITY
- video spurt
- VIDEO DRUG
- VIDEO DRUM
- ビデオマガジン
- V-JET（BORDER・V-JET）
- 風雲児
- FIELD EXPRESS（前身はVIDEO EXPRESS。G@MESの前身。イケメン・スポーツマン系）
- Fitz
- フィットネスビデオ（ビルダー系）
- フェスターエンタープライズ（FESTA VIDEO）
- フェニックスビデオ
- BOOKS ROSE オリジナルカセット（ゲイショップ、ブックスローズが制作していたビデオ）
- ブラックサタン
- Free Dom（STARS・MUGEN・TIME。美少年系）
- フルモーション企画
- project ZIPANG（G.U.M.、ATLANTIS）
- PRODUCTION 32（PRODUCTION 32、P.B Factory、DIESEL、名古屋）
- FRONTIER. ART
- HEIWA（裏ビデオ）
- ヘラクレス（体育会・野郎系）
- ベル企画
- ベルジュルネオリジナル（ゲイショップ、べルジュルネが制作していたビデオ）
- BOY'S CLUB
- BOYS STYLE
- BoysHeadLine
- BOYING
- ホワイトローズ
- BONビデオ（西新宿。前身は写真集メーカー・梵アソシエーション）[10]

マ行
- マキ企画
- マグニチュード・エックス
- マスビデオ
- MASSIVE VIDEO（体育会系）
- ムーンライト（裏ビデオ、あすなろ通信）
- MEC Company（メックカンパニー、野郎系など）
MEC Company・VOLCANO・SYMBOL・SMILEY・PREMIUM・Stars
- メディアアップル
- メディア・プロス [Media Pros.] Mr.ゴリラ
- メモワール・オリジナル（旧エレクト系、メモワールが制作していたビデオ。少年愛系・青年系）
- メンズコム（7up、BIG WAVE、FAT BALLOON、HEAVEY WEIGHT）

ヤ行
- 弥生プロダクション（縛団。ハッテン場、マンホールのビデオ）
- ヤングパンチビデオ
- ヤングプロダクション（仙台。通称ヤンプロ。COATに版権譲渡）
- Y.B.SPORTS（ヤングボーイスポーツ,パラダイス北欧提携ビデオ。80年代のクリエーターズ、ストームプランニングと並ぶ御三家。後のCDFなど、現ADONIS LAND）
- ヤングレモン企画

ラ行
- RISE (COATに吸収）
- RISE WORKS
- ランドクロス
- REAL MODE
- ルミエール・オリジナル（旧エレクト系、ルミエールが制作していたビデオ。SM・浣腸作品多し）
- レインボーマン（RAINBOW PICTURES）
- LEON
- レッドスカイ（BRAVO!、OUTLAW、KONG、アズワンリンクス。JAPAN PICTURESと同系列のメーカー連合）
- Rosenkrap（旧・TOP ATHLETE・デスペラード・パピヨン・Creator's File、イケメン系）

ワ行
- WORK SHOP 4T'S
- ワールド映画株式会社

## 世界のゲイビデオ

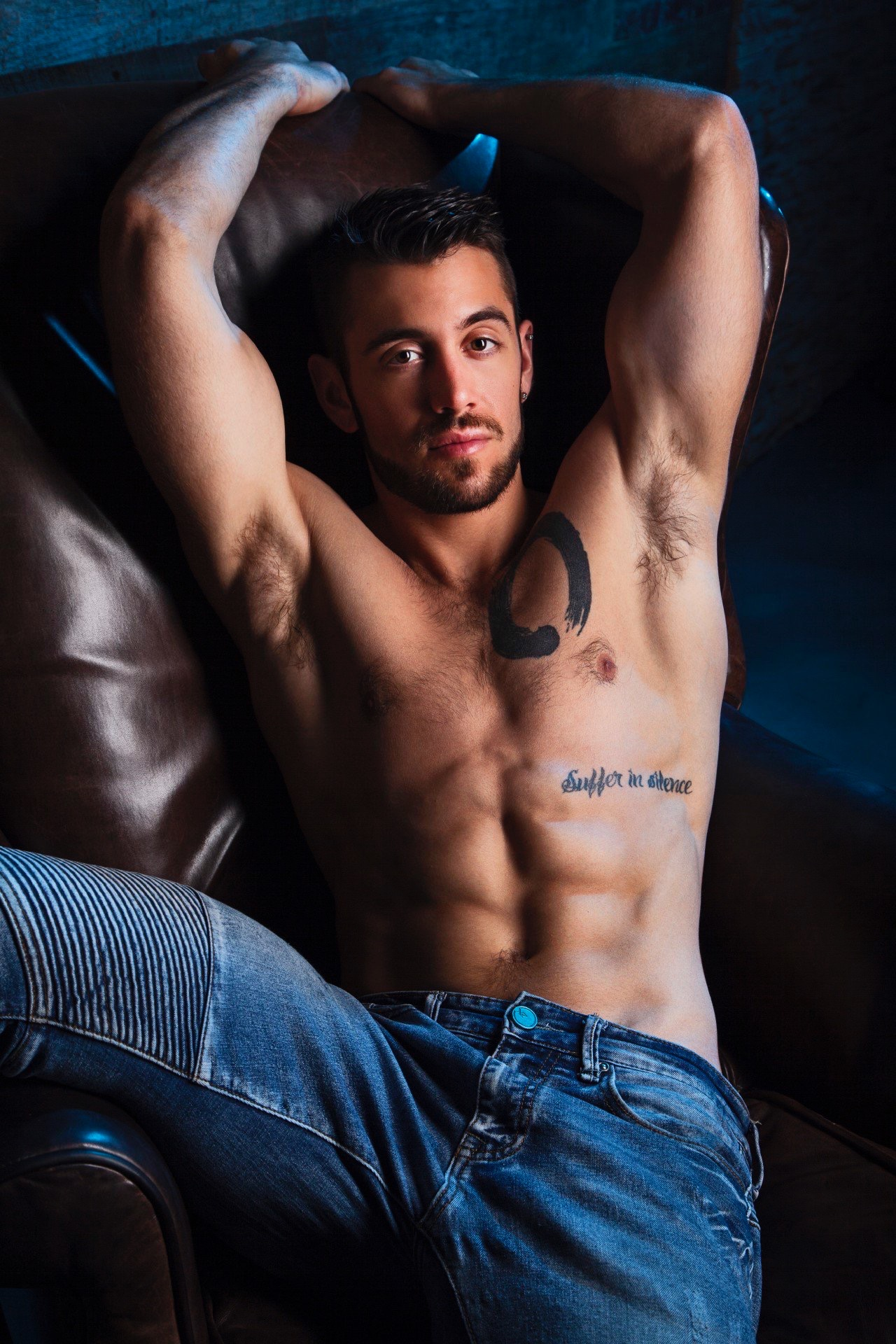
ダンテ・コッレ

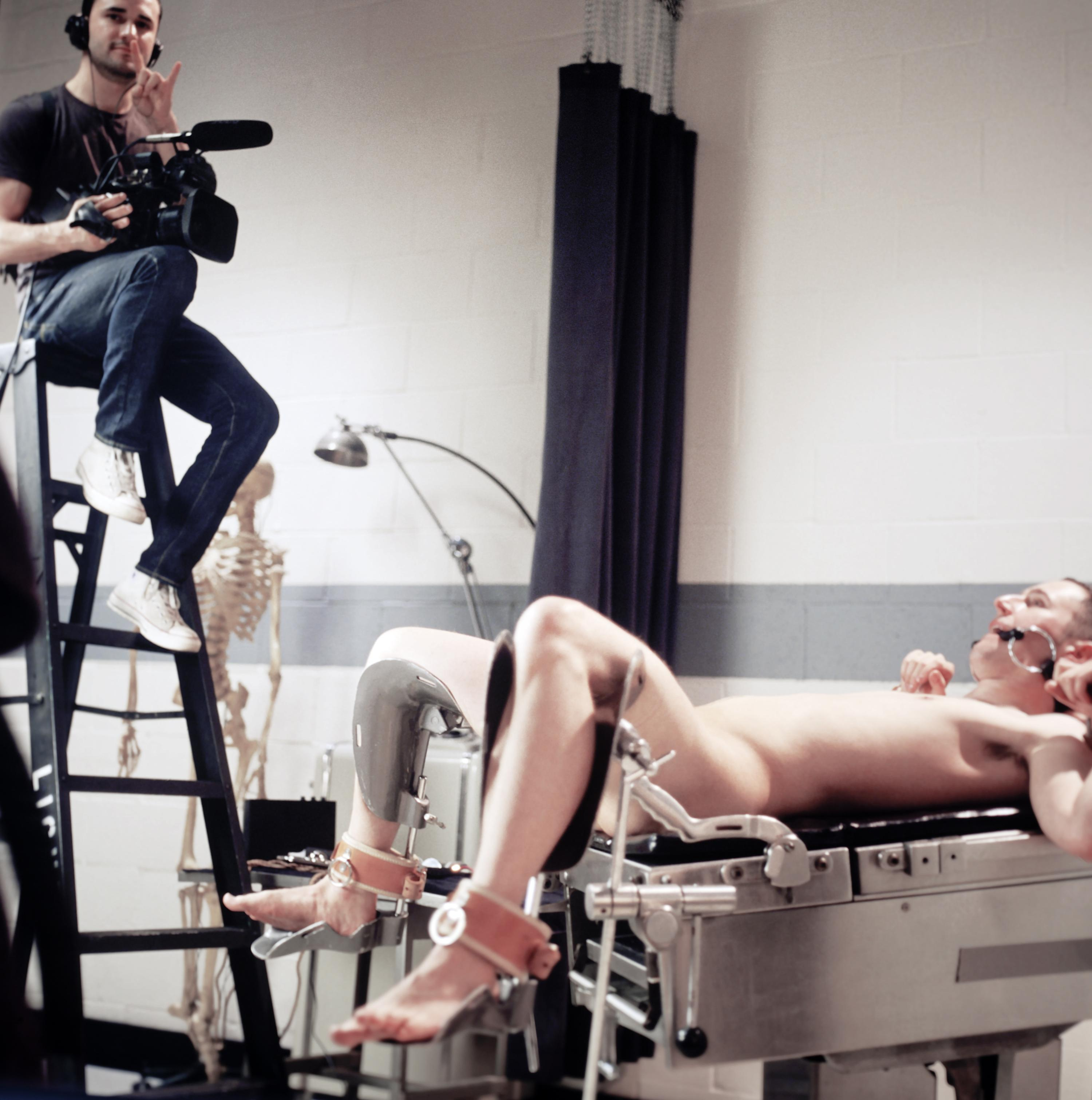
撮影風景

アメリカや欧州などではゲイビデオという呼び方で呼ばれることは一般的でなく、あくまで『ゲイ・ポルノ』として呼ばれることが多い。

### アメリカ
現存の会社の中では1960年代設立のコルト・スタジオ・グループが60年近く経った現在でも稼働しており、1970年代設立のファルコン・エンターテインメントがそれに続く。1990年代に入るとトレジャー・アイランド・メディアやレイジング・スタリオン・スタジオ、タイタン・メディアなど現在も続く会社が次々に設立され、2000年代以降に設立されたMen.comはその躍進により業界でもトップクラスの知名度を持つ。またKink.comはゲイ向けのKinkMenというブランドを展開している。

### 欧州
欧州ではBel AmiやKristen Bjornなどが有名。

### アジア
タイなど東南アジアの一部では多数のゲイAVが制作されている。台湾や香港でもゲイ雑誌や写真集の刊行が増加している。一方、その他のアジアの国ではポルノ自体に厳しい規制があり、殆ど制作されていない。

### 賞
ゲイポルノに向けての賞イベントはいくつも開催されている。AVNアワードでは当初カテゴリーの一つとしてゲイポルノへの賞を授与していたが、1998年からGayVNアワードとして独立した。

### 日本での販売
1980年代前半には「にんじんくらぶ」「A&Iトレーディング」などの業者が洋物ビデオを通販で売っていた。またアップルイン、エレクト、カバリエ、黒猫館などの店頭でも売られていた。その後も様々な業者により扱われていて、アキ企画系のARGO STUDIOやルミエールなども洋物ゲイビデオの販売をしていた。
- AMENITY PLANNING